# Fabiola Vázquez Saut
Judith Fabiola Vázquez Saut (San Juan Evangelista, Veracruz, 30 de diciembre de 1977) es una política mexicana. Ha sido diputada federal, en dos ocasiones presidente municipal de Acayucan, Veracruz y Senadora.

## Biografía
Fabiola Vázquez Saut es licencia en Administración de Empresas egresada de la Universidad de las Américas. Es hija de Cirilo Vázquez Lagunes, conocido político cuya influencia fue importante en el sur del estado de Veracruz, llegando a ser considerado un cacique y que impulsó su carrera política, junto con la de varios de sus hermanos, como Regina Vázquez Saut, y Cirilo y Ponciano Vázquez Parisi; en varios cargos públicos y partidos políticos.
En 2005 fue por primera ocasión electa presidente municipal de Acayucan, ejerciendo el cargo hasta 2007 y en que fue sucedida por su hermana Regina. En 2009 fue postulada por el PAN y electa diputada federal por el Distrito 20 de Veracruz a la LXI Legislatura que concluyó en 2012. En dicho cargo, se desempeñó como secretaria de la comisión Especial de Citricultura; e integrante del Centro de Estudios para el Adelanto de las Mujeres y la Equidad de Género; así como de las comisiones Especial para la Lucha contra la Trata de Personas; Especial sobre Cambio Climático; de Medio Ambiente y Recursos Naturales; y, de Población, Fronteras y Asuntos Migratorios.
Al término de dicha diputada, fue nuevamente sucedida en ese cargo por su hermana Regina, mientras que a su vez ella era electa por segunda ocasión presidente municipal de Acayucan, reemplazando en dicho cargo, a su ya citada hermana; y encabezando el ayuntamiento en el periodo de 2011 a 2013. De 2014 a 2016 fue subsecretaria de Desarrollo Rural, Agronegocios e Infraestructura del gobierno de Veracruz encabezado por Javier Duarte de Ochoa.
En 2018 fue postulada senadora suplente en lista nacional por el PAN, siendo propietaria de la misma Indira Rosales San Román. Electas a las legislaturas LXIV y LXV que concluirán en 2024. Asumió la senaduría ante la licencia de la propietaria el 9 de noviembre de 2021, y el 11 de noviembre anunció su separación del grupo parlamentario del PAN  e incorporación a la bancada de Morena. Cesó en el cargo el 22 de diciembre de 2021, al reincoporarse la propietaria.